# Campylosteira
Campylosteira är ett släkte av insekter. Campylosteira ingår i familjen nätskinnbaggar.
Släktet innehåller bara arten Campylosteira verna.